# Mathieu Touzé
Pour les articles homonymes, voir Touzé.
Mathieu Touzé est un comédien et metteur en scène français.
Il co-dirige le Théâtre 14, dans le 14e arrondissement de Paris depuis 2020 aux côtés d'Édouard Chapot.

## Biographie
Mathieu Touzé a réalisé des études de droit, puis il se dirige vers le Conservatoire régional de Poitiers afin de professionnaliser sa pratique. Il intègre par la suite l’École départementale de théâtre de l’Essonne.
En 2021, il s'associe avec Yuming Hey pour créer sa compagnie, le Collectif Rêve Concret dans lequel il met en scène plusieurs pièces dont les dernières sont Un garçon d'Italie, d'après le roman de Philippe Besson, Lac, de Pascal Rambert, Une absence de Silence, d'après Que font les rennes après Noël ? d'Olivia Rosenthal, ainsi qu' On n'est pas là pour disparaitre, d'après le roman d'Olivia Rosenthal.

## Spectacles
- On n'est pas là pour disparaître, 2021
- Une absence de Silence, 2020
- Lac, 2019
- Un Garçon d'Italie, 2016
- Autour de ma pierre, il ne fera pas nuit, 2014

## Théâtre 14
Au sein de la programmation du Théâtre 14, Mathieu Touzé et Édouard Chapot programment des artistes reconnus (Alain Françon, Pascal Rambert) et soutiennent également la jeune création (Johanny Bert). En Juillet 2020, en raison de la pandémie, ils organisent le ParisOFFestival pour les compagnies émergentes qui devaient se produire à Avignon. Ils créent en 2022, le festival pluridisciplinaire Re.Génération, dans tout le 14e arrondissement de Paris.